# Faryngula-stadium

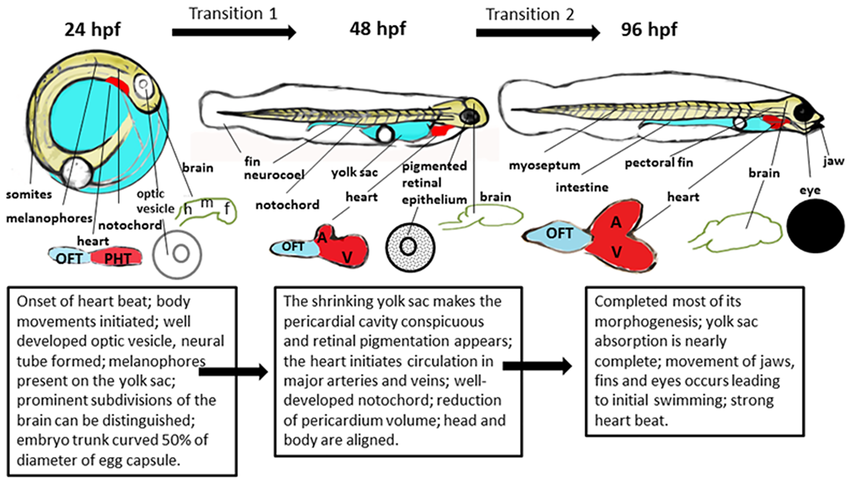
Faryngula-stadium bij de Goudmakreel (24 hpf)

Het faryngula-stadium is het stadium in de embryonale ontwikkeling na de neurulatie, waarbij de faryngula gevormd wordt en de kieuwbogen of keelzakjes zichtbaar zijn. Deze bogen ontwikkelen zich tot zwezerik, bijschildklier en gehoorgang.
In dit stadium lijken de embryo's van alle gewervelde dieren op elkaar en hebben ze kenmerken ontwikkeld die typisch zijn voor gewervelde dieren, zoals het begin van een ruggenmergkanaal.

## Morfologische gelijkenis in embryo's van gewervelden
In het faryngula-stadium vertonen alle embryo's van gewervelden opmerkelijke gelijkenissen, met de volgende kenmerken:
- chorda dorsalis
- dorsaal hol ruggenmergkanaal
- post-anale staart, en
- een reeks gepaarde kieuwgroeven.

De kieuwgroeven aan de buitenkant bestaan uit ectoderm en worden aan de binnenkant aangevuld door een reeks gepaarde kieuwzakjes. Bij vissen komen de zakjes en groeven uiteindelijk samen en vormen de kieuwspleten, waardoor water van de farynx over de kieuwen en uit het lichaam kan stromen.
Bij de andere gewervelde dieren verdwijnen de groeven en zakjes. Bij mensen is het belangrijkste spoor van hun bestaan de buis van Eustachius en de gehoorgang die (alleen onderbroken door het trommelvlies) de farynx verbinden met de buitenkant van het hoofd.
Het bestaan van een gemeenschappelijk faryngula-stadium voor gewervelde dieren werd voor het eerst voorgesteld door de Duitse bioloog Ernst Haeckel (1834-1919) in 1874.